# Halysisis diaphana
Halysisis diaphana is een mosdiertjessoort uit de familie van de Savignyellidae. De wetenschappelijke naam van de soort werd in 1860 gepubliceerd door George Busk.